# Marie-Thérèse de Tour et Taxis
La princesse Marie-Thérèse de Tour et Taxis (6 juillet 1794 à Ratisbonne - 18 août 1874 à Hütteldorf) est une aristocrate allemande du XIXème siècle, membre de la maison de Tour et Taxis et princesse Esterházy de Galántha par son mariage avec le prince Paul III Antoine Esterházy de Galántha.

## Famille
Marie-Thérèse est le troisième enfant et la deuxième fille du prince Charles-Alexandre de Tour et Taxis et de Thérèse de Mecklembourg-Strelitz. Elle est la sœur aînée du prince Maximilien-Charles de Tour et Taxis et de Marie-Sophie de Tour et Taxis, duchesse de Wurtemberg, ainsi que la demi-sœur d'Amalie von Lerchenfeld.

## Mariage et descendance
Marie-Thérèse épouse le 18 juin 1812 à Ratisbonne le prince Paul-Antoine Esterházy de Galántha, fils aîné du prince Nicolas II Esterházy de Galántha et de la princesse Marie-Josèphe-Hermengilde de Liechtenstein. Marie-Thérèse et Paul-Antoine ont trois enfants :
- Marie-Thérèse Esterházy de Galántha (27 mai 1813 - 14 mai 1894), mariée au comte Bedřich Karl Chorinský de Ledská ;
- Thérèse-Rose Esterházy de Galántha (12 juillet 1815 - 28 février 1894); mariée au comte Carlo di Cavriani ;
- Nicolas III Esterházy de Galántha (25 juin 1817 - 28 janvier 1894) marié à Sarah Child-Villiers, fille de George Child Villiers et de Sarah Fane.

Le prince Esterházy de Galántha est un diplomate populaire et Marie-Thérèse devint admirée par ses contemporains, notamment lors du Congrès de Vienne. Au cours du long mandat d'ambassadeur d'Autriche au Royaume-Uni (1815-1842) de son mari, elle devient une figure de proue de la haute-société. Elle est invitée à devenir l'une des sept mécènes d'Almack's , le centre de la vie sociale londonienne, et a donc le dernier mot quant à savoir qui est ou non socialement acceptable. Elle est l'une des mécènes les plus populaires, et en raison de sa jeunesse, elle est décrite comme « une gentille enfant ».

## Ascendance

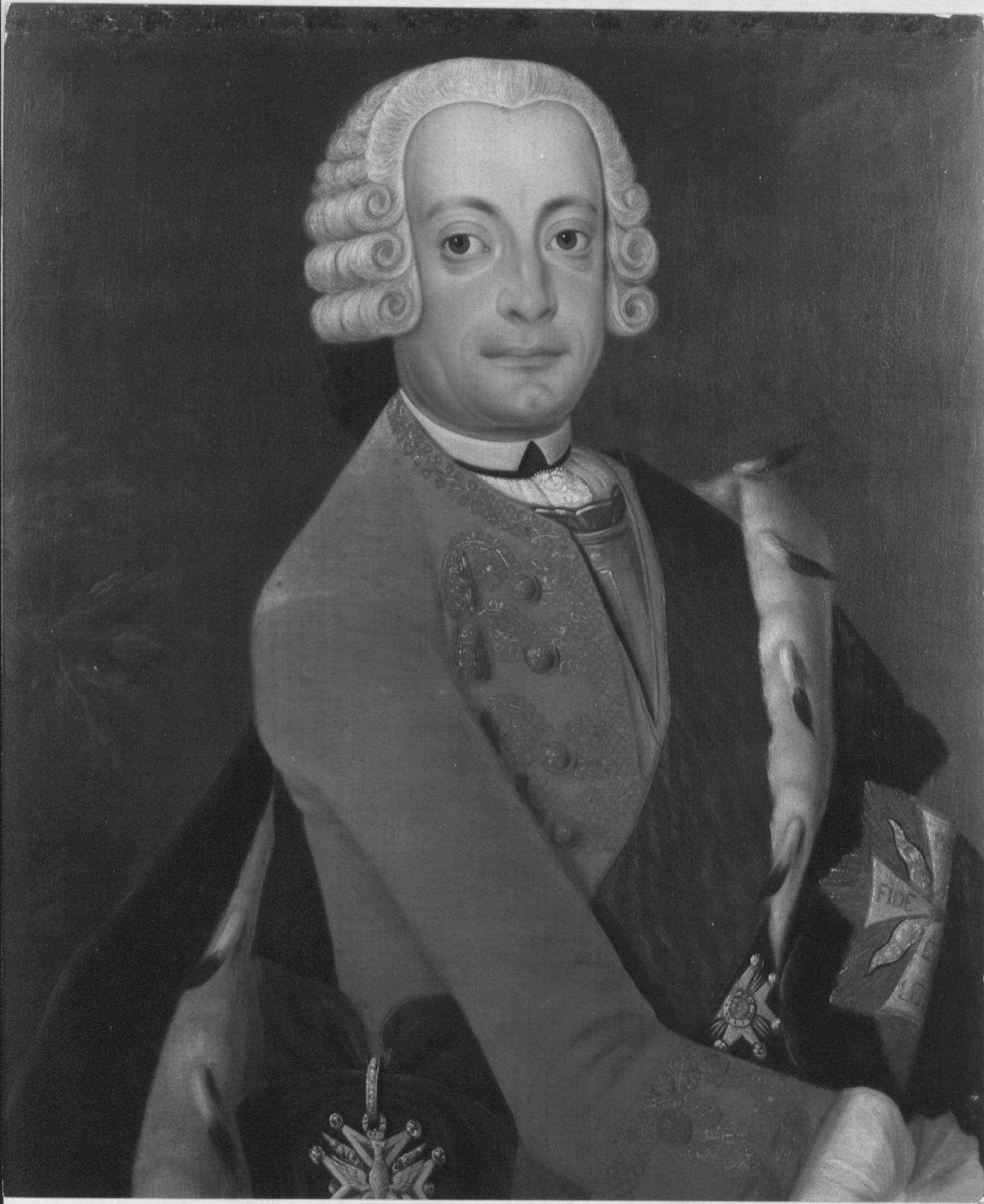
Charles-Louis-Frédéric de Mecklembourg-Strelitz (1708-1752), arrière-grand-père de Marie-Thérèse de Tour et Taxis (peinture de Daniel Woge, 1750).